# Shikata ga nai
Shikata ga nai (仕方がない, /ɕi̥kata ɡa nai/)  est une expression japonaise signifiant « on ne peut rien y changer ». C'est le nom donné à la mentalité japonaise de résignation face aux conditions de vies difficiles durant l'occupation américaine après la Seconde Guerre mondiale.

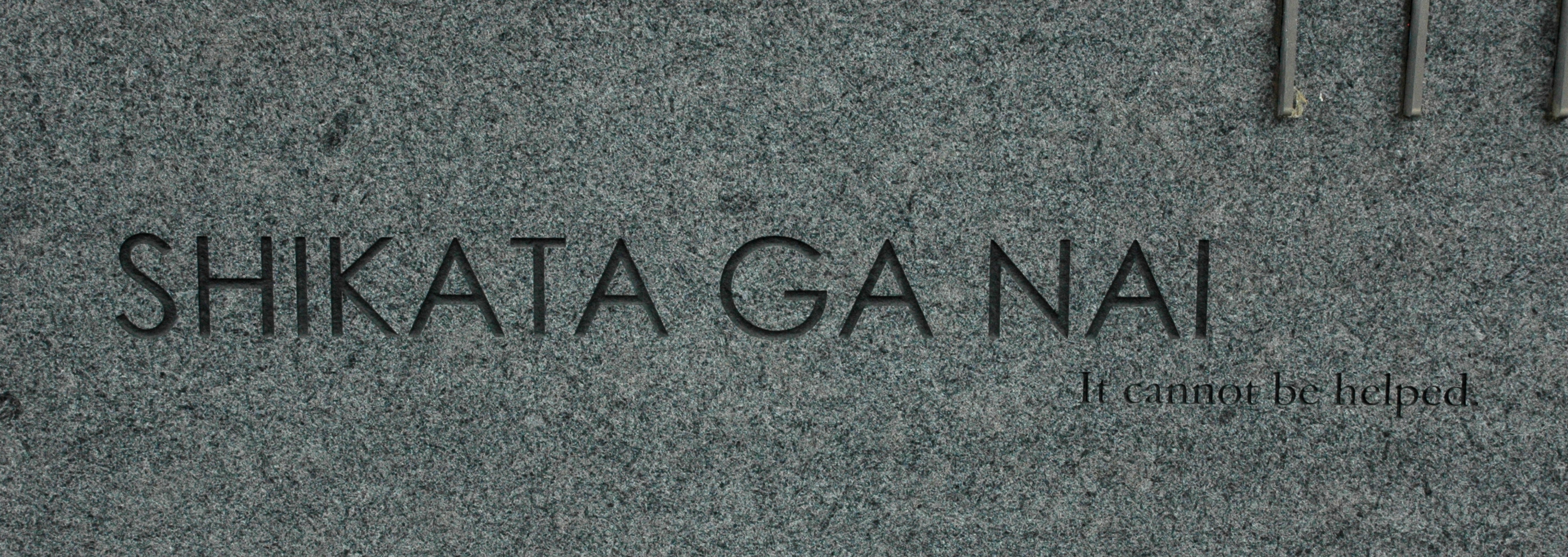
Inscription gravée dans le marbre en Californie.

Après le séisme du 11 mars 2011, les japonais ressentent de nouveau ce sentiment d'impuissance, de résignation. Source d'une acceptation de l'inévitable, le shikata ga nai.
Dans sa lutte contre le tabagisme passif, la ville de Tokyo interdit de façon plus stricte de fumer dans les espaces publics, les fumeurs tokyoïtes, sont affectés du shikata ga nai. 
Robert Guillain, dans son livre, Japon troisième grand, rapproche le shikata ga nai du nitchevo russe que Stefan Zweig dans son œuvre Le Wagon plombé: Suivi de Voyage en Russie traduit par « ça ne fait rien ». 

## Dans la culture populaire

### Littérature
- Dans son livre Farewell to Manzanar (en), Jeanne Wakatsuki Houston (en) consacre un chapitre au concept et s'en sert pour expliquer pourquoi les Américains d'origine japonaise ont peu réagi à l'internement des Japonais-américains lors de la Seconde Guerre mondiale.
- Dans le manga Gen d'Hiroshima, plusieurs citoyens d'Hiroshima utilisent la phrase pour expliquer pourquoi ils acceptent la loi martiale et des conditions de vie sous le seuil de la pauvreté.
- Dans La Trilogie de Mars de Kim Stanley Robinson, la phrase est traduite par « il n'y a pas d'autre choix »[trad 1],[5]. Introduite par le personnage Hiroko Ai, la devise est utilisée régulièrement par la suite entre les premiers colons martiens lorsqu'ils vivent une situation ne permettant qu'une seule solution. Shikata Ga Nai est également le titre de la huitième partie du premier tome Mars la rouge[6].
- Dans le livre Shogun, James Clavell utilise la phrase sous la forme inadéquate Shigata ga nai.